# Anne Milton

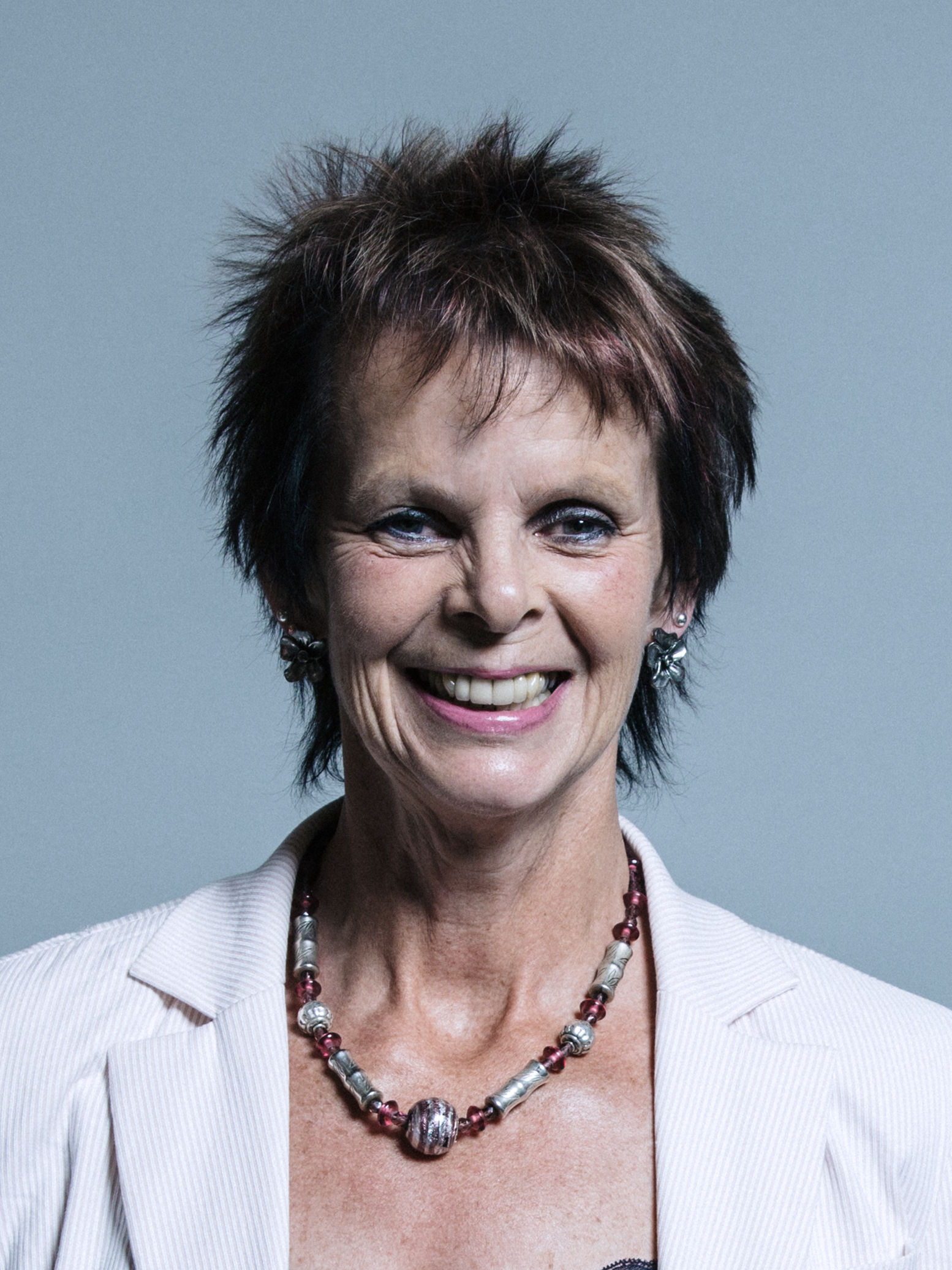
Anne Milton (2017)

Anne Milton (* 3. November 1955 in Sussex, England) ist eine britische Politikerin der Conservative Party.

## Leben
Milton besuchte die Haywards Heath Grammar School und studierte an der London South Bank University, sie war dann 25 Jahre als Pflegerin im staatlichen Gesundheitsdienst (NHS) tätig. Dort betätigte sie sich auch als Betriebsrätin.
Seit 2005 ist Milton Abgeordnete des Britischen Unterhauses. Vom 11. Mai 2010 bis 4. September 2012  war sie Parlamentarische Unterstaatssekretärin im Department of Health and Social Care: Vom 4. September 2012 bis 14. Juli 2014 war sie Lord of the Treasury. Vom 12. Juni 2017 bis 8. Januar 2018 war sie Ministerin für Frauen. Vom 12. Juni 2017 bis 23. Juli 2019 war sie Ministerin im Bildungsministerium. Am 4. September 2019 wurde sie nach ihrer parlamentarischen Entscheidung im Unterhaus, einen EU-Austritt ohne Abkommen zu verhindern, aus der Fraktion der Conservative Party ausgeschlossen.
In erster Ehe war sie mit Neil Milton und ist in zweiter Ehe mit Graham Henderson verheiratet und hat vier Kinder.